# 箭药兔耳草
箭药兔耳草（学名：Lagotis wardii）为玄参科兔耳草属下的一个种。

## 扩展阅读
- 維基物種上的相關：箭药兔耳草